# Сто Островов
«Сто Островов» (англ. Hundred Islands National Park, илок. Nailian a Parke ti Ginasut nga Is-isla, панг. Kapulo-puloan) — национальный парк в провинции Пангасинан (регион Илокос, Филиппины) в акватории залива Лингайен.

## Описание
Национальный парк занимает площадь 18,44 км² и состоит из 124 островов (из них один полностью скрывается под водой во время приливов). Ближайший город — Аламинос, управляющая организация — Министерство окружающей среды и природных ресурсов Филиппин. Для посещения туристами оборудованы всего четыре из 124 островов: Губернатора, Кесон, Маркос и Детский.
Возраст островов оценивается в два миллиона лет, все они являются древними коралловыми рифами, выступившими на поверхность в связи с понижением уровня Мирового океана.
Среди примечательных обитателей «Ста островов» можно отметить следующие виды: макак-крабоед, мусанг, дюгонь, малайзийский дельфин, вараны, зелёная черепаха, оливковая черепаха, желтогубый плоскохвост, сетчатый питон.

## История
Национальный парк был основан 18 января 1940 года, и тогда его площадь была определена в 16,76 км². Позднее она была немного расширена до нынешних 18,44 км².

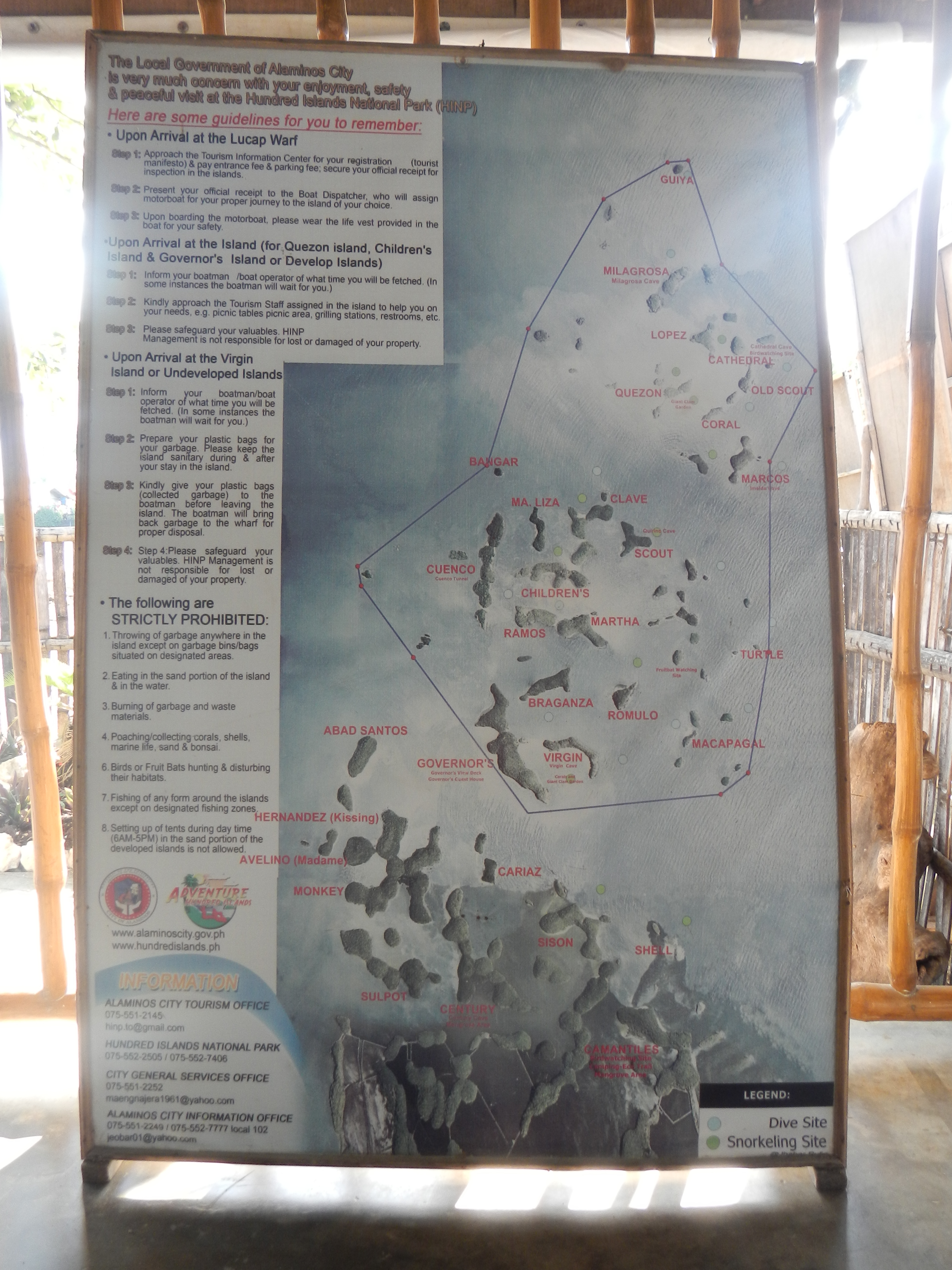
Карта парка
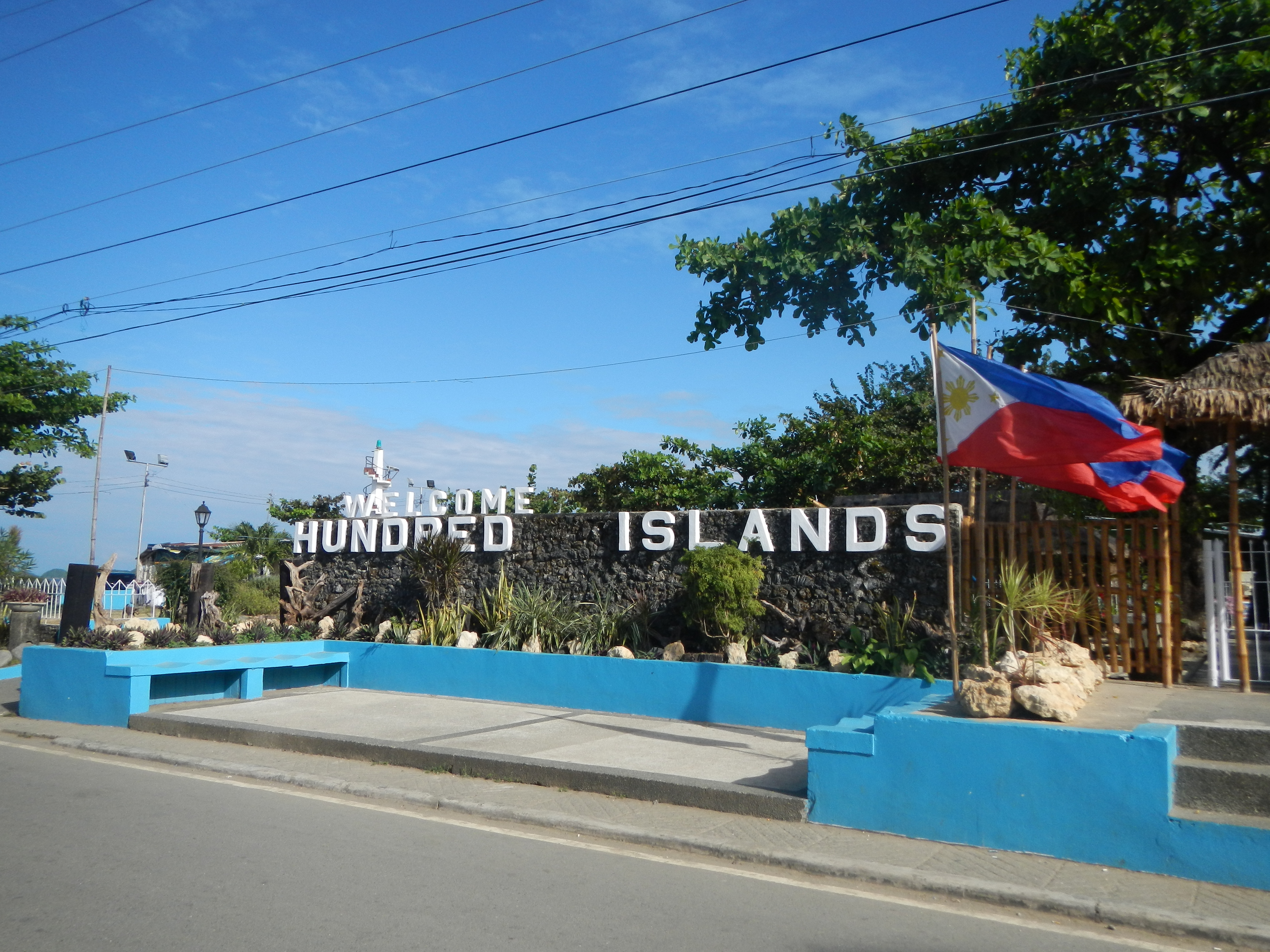
Вход в парк
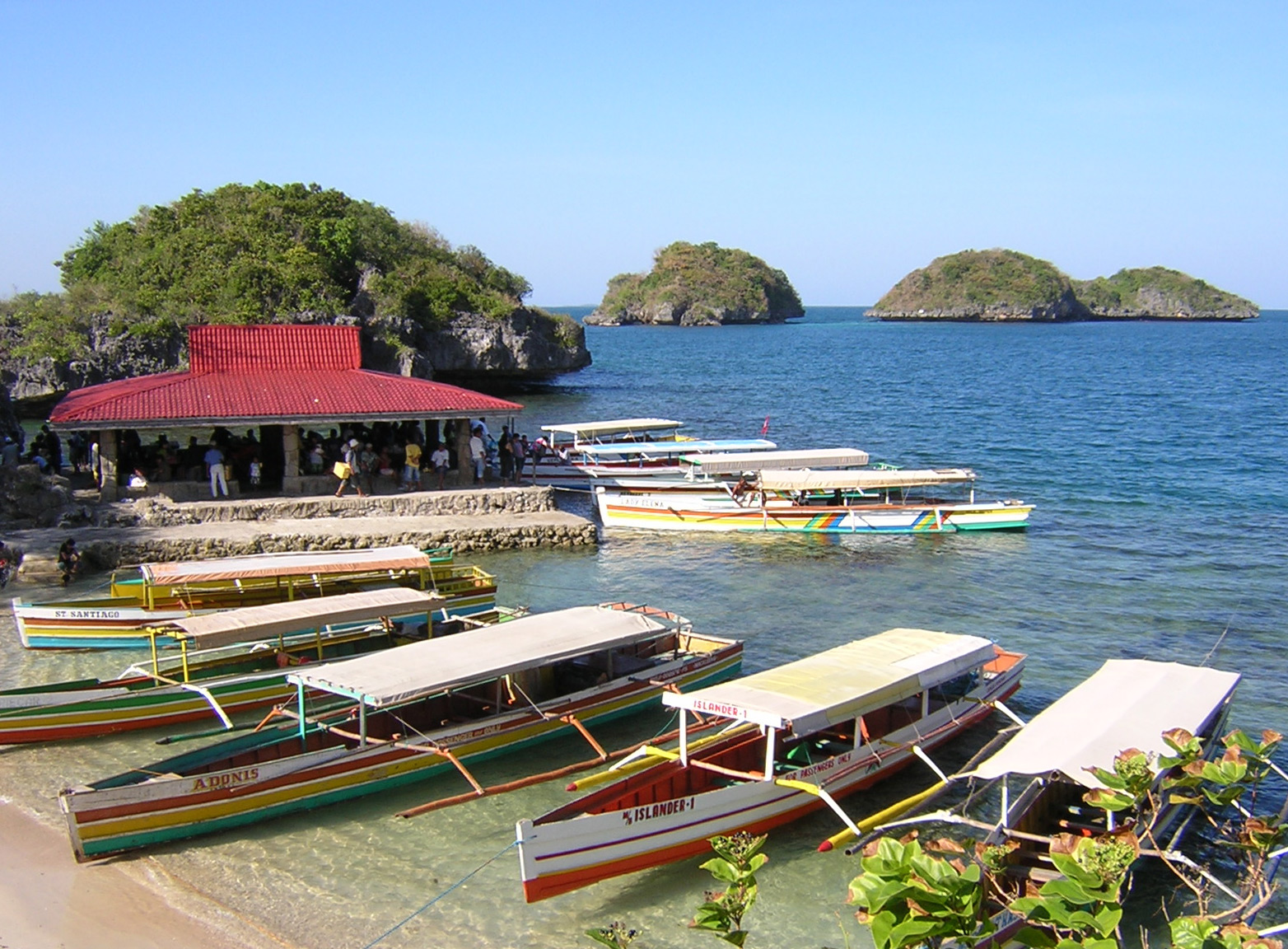
Остров Кесон
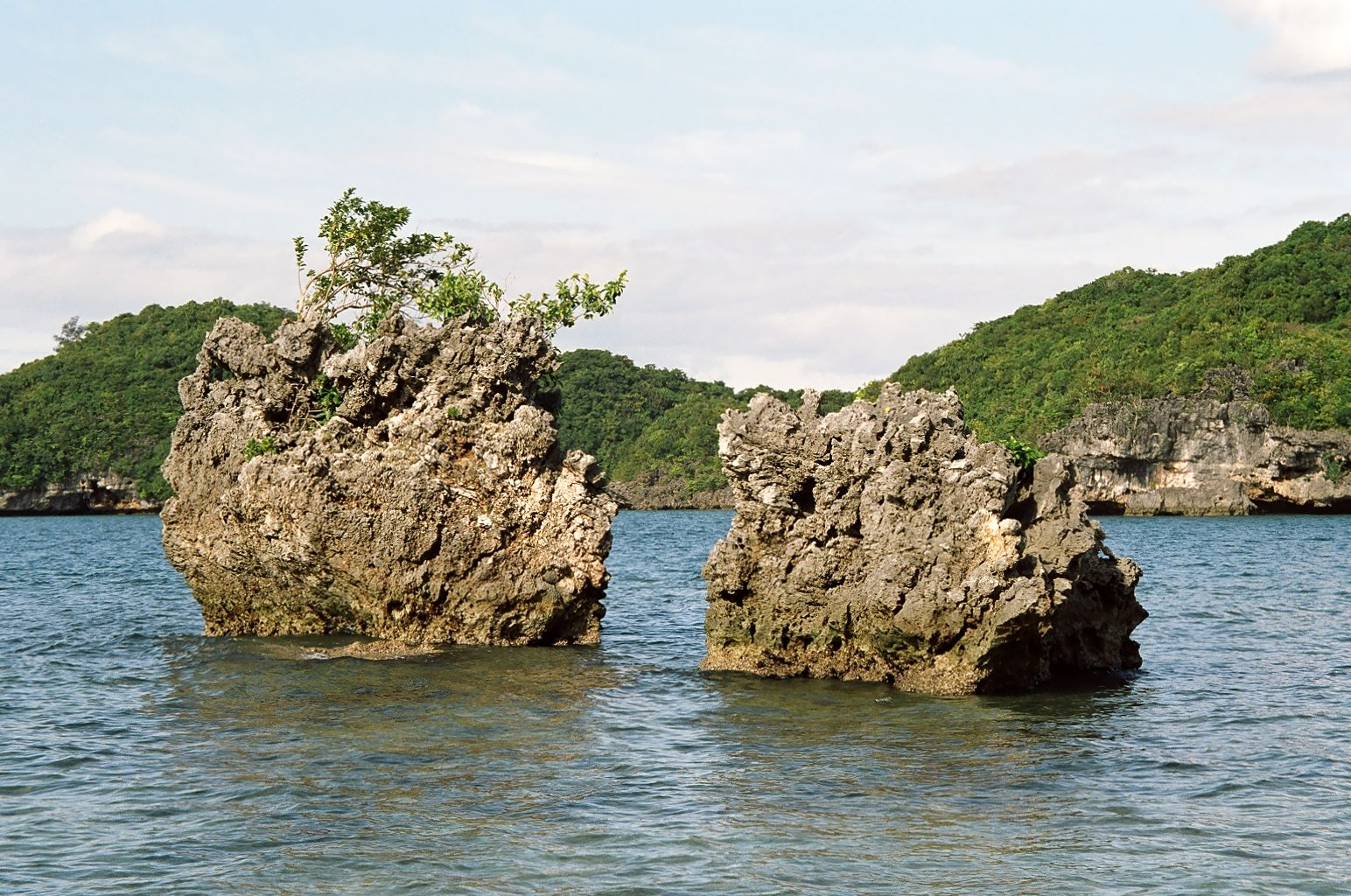